# Frank Gore
Franklin „Frank“ Gore (* 14. Mai 1983 in Coconut Grove, Florida) ist ein ehemaliger US-amerikanischer American-Football-Spieler auf der Position des Runningbacks. Er verbrachte den Großteil seiner Karriere bei den San Francisco 49ers und spielte zuletzt bei den New York Jets in der National Football League (NFL). Er galt als einer der erfolgreichsten und zuverlässigsten Runningbacks der Geschichte der NFL.

## NFL

### San Francisco 49ers

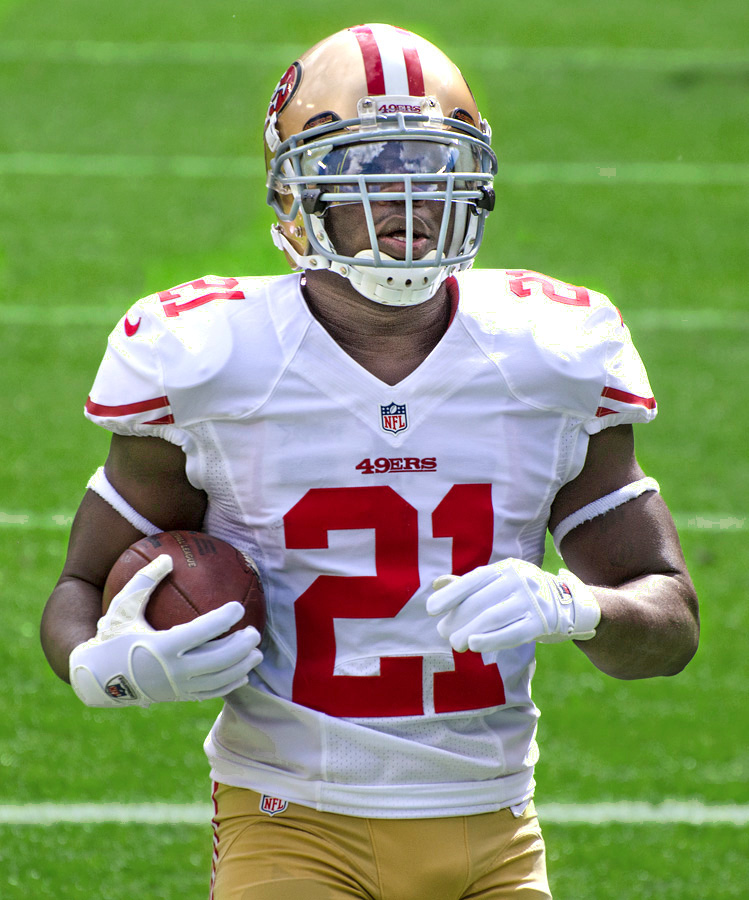

Gore wurde 2005 in der 3. Runde des NFL Drafts von der University of Miami zu den San Francisco 49ers geholt. Seinen Durchbruch schaffte er in der Saison 2006, als er die National Football Conference (NFC) mit 1.695 Yards im Laufspiel anführte. Diesem Teamrekord fügte er außerdem noch 485 Yards durch Passfänge hinzu, womit er mit 2.180 Yards von der Line of Scrimmage einen weiteren Teamrekord aufstellte. In dieser Saison wurde er erstmals in den Pro Bowl gewählt.
In die Saison 2007 startete er mit dem selbst erklärten Ziel, den Alt-Rekord von erzielten Laufyards von Eric Dickerson aus dem Jahr 1984 zu brechen. Nachdem er wegen einer Verletzung fast die gesamte Saisonvorbereitung verpasste, verfehlte er die von ihm angepeilten 2.200 Yards zwar deutlich, erreichte aber immer noch respektable 1.102 Lauf- und 436 Passyards.
In den Spielzeiten 2008 und 2009 erzielte er zum dritten und vierten Mal in Folge mehr als 1.000 Laufyards. Damit war er der erste Runningback in der Geschichte der 49ers, dem dies gelang. Sein am 20. September 2009 erzielter Raumgewinn von 246 Yards insgesamt in Woche 2 beim 23:10-Sieg gegen die Seattle Seahawks stellten einen Karriere-Bestwert dar. Seine guten Leistungen in der Saison führten dazu, dass er als Nachrücker in den Pro Bowl berufen wurde.
Eine Fraktur der rechten Hüfte in Woche 12 der Saison 2010 bedeutete das Saisonaus für ihn. Trotzdem kam er noch auf 852 Lauf- und 453 Passyards. Lohn war am 30. August 2011 die Verlängerung seines Vertrages bei den 49ers um drei Jahre, die ihm 21 Millionen US-Dollar bei garantierten 13,5 Millionen US-Dollar einbrachte.
Gores 51. Touchdown für die San Francisco 49ers im letzten Regular-Season-Spiel der Saison 2012 bedeutete einen neuen Franchise-Rekord und trug mit zum Gewinn des Divisionstitels in der NFC West bei. In den Play-offs kamen die 49ers bis ins Finale und unterlagen erst im Super Bowl XLVII den Baltimore Ravens knapp mit 31:34. Gore steuerte hier 110 Laufyards und einen Touchdown bei.
Auch in den beiden folgenden Spielzeiten 2013 und 2014 zeigte der mittlerweile über 30-jährige Gore konstante Leistungen und erzielte jeweils über 1.000 Laufyards (1.128 und 1.106). 2014 wurde er der 20. Spieler der NFL-Geschichte, der in seiner Karriere über 11.000 Yards erlaufen konnte.

### Indianapolis Colts
Am 10. März 2015 endete die Ära Gores bei den 49ers mit der Unterzeichnung eines Dreijahresvertrages über 12 Millionen US-Dollar bei den Indianapolis Colts, nachdem seine Verpflichtung zuvor auch bei den Philadelphia Eagles im Gespräch war.
Die Saison 2016 war die neunte, in der er am Saisonende mehr als 1.000 Laufyards zu Buche stehen hatte. Mehr hatten bis zu diesem Zeitpunkt nur die Hall Of Famer Emmitt Smith (11), Curtis Martin (10), Walter Payton (10) und Barry Sanders (10) aufzuweisen.

### Miami Dolphins
Am 1. März 2018 gaben die Colts bekannt, dass Gore im Zuge einer Kaderverjüngung keinen neuen Vertrag erhalten werde. Am 22. März 2018 unterzeichnete der mittlerweile beinahe 35-Jährige einen Einjahresvertrag bei den Miami Dolphins. Hier konnte er in der Saison 2018 mit 156 Läufen für 722 Yards erstmals keinen Touchdown erlaufen.

### Buffalo Bills
Im März 2019 unterschrieb er einen Einjahresvertrag über 2 Millionen US-Dollar bei den Buffalo Bills.

### New York Jets
Am 5. Mai 2020 unterschrieb Gore einen Vertrag über eine Saison bei den New York Jets.

### Karriereende
Am 2. Juni 2022 gab Gore seinen Rücktritt bekannt, nachdem er einen Eintagesvertrag bei den San Francisco 49ers unterzeichnet hatte, um seine Karriere als Spieler der 49ers zu beenden.

## Rekorde
- Frank Gore ist der einzige Spieler in der Geschichte der NFL, der in 12 aufeinanderfolgenden Spielzeiten (2006 bis 2017) jeweils mehr als 1.200 Yards Raumgewinn von der Line of Scrimmage (gedachte Linie, an der im American Football die Spielzüge beginnen) erzielen konnte.
- Mit insgesamt 18.544 Scrimmage-Yards rangiert er auf Rang 5 der NFL-Historie.
- Mehr als seine mindestens fünf Touchdowns in 11 aufeinanderfolgenden Spielzeiten schaffte kein anderer NFL-Spieler.
- Über 14.000 Lauf- und 3.500 Passyards erreichte außer ihm nur noch Walter Payton.
- Seine durchschnittlich mindestens 60 erlaufenen Yards pro Spiel in 12 von 14 Saisons (Stand 2019) bedeuten den zweitbesten Wert in der NFL-Geschichte.
- Mehr als 500 Laufyards in sämtlichen seiner 14 Saisons in der NFL sind ebenfalls Bestwert bezogen auf aufeinanderfolge Spielzeiten.[18]
- Gore hat mit 16.000 Laufyards die drittmeisten in der gesamten NFL-Geschichte erzielt.[19]
- Frank Gore ist der Runningback mit den meisten gespielten Partien in der NFL-Geschichte. (Stand 2020)[20]